# خط بيركن
'خط بيركين هو خط يرسم على الأشعة السينية (AP) من الحوض عمودي على خط هيلجنرينر في المناطق الجانبية للغضروف ثلاثي الشعب من التجويف الحقي.

## استخاماته
- الاستخدام السريري:
تستخدم جنبا إلى جنب مع خط هيلجنرينر، خط بيركين مفيد في تشخيص الحالات المتقدمة من خلل التنسج للورك. وينبغي أن يكون عظم الفخذ في الربع السفلي من التصوير الاشعاعي العادي. النزوح الجانبي بالنسبة لخط بيركين هو دلالة على  (DDH)